# Diskos von Phaistos

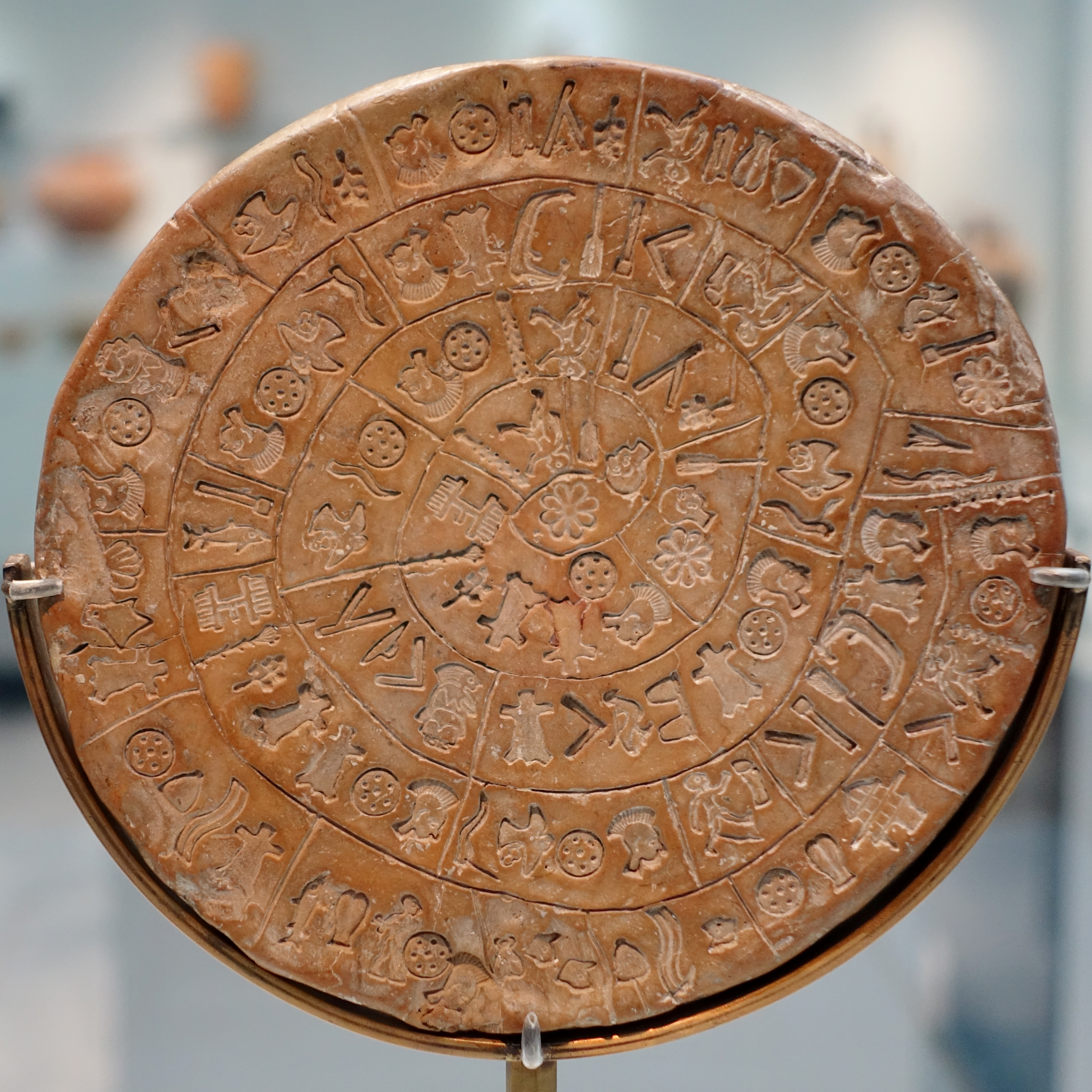
Seite A (Original)

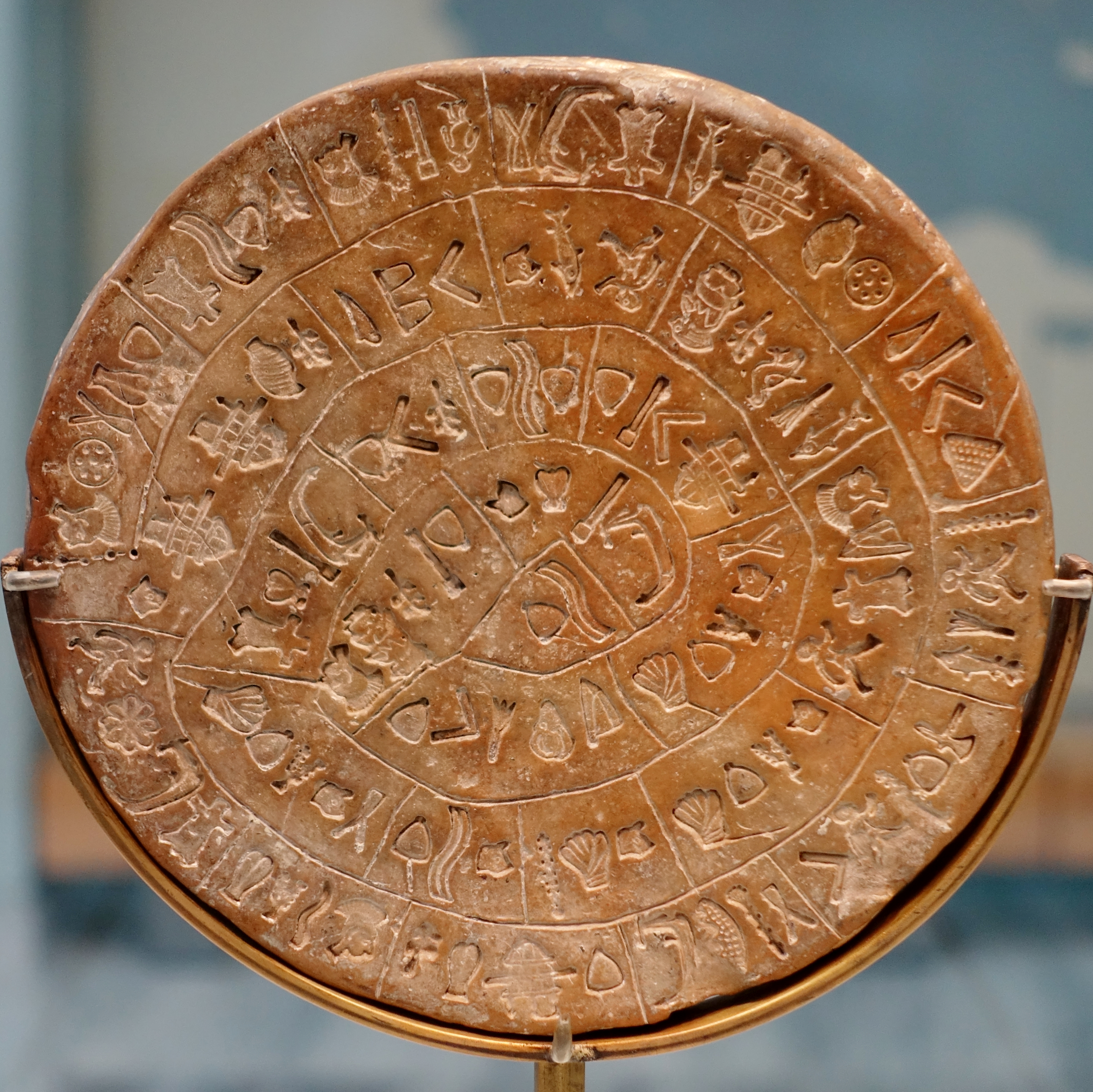
Seite B (Original)

Der Diskos von Phaistos (griechisch Δίσκος της Φαιστού, auch Diskos von Phaestus oder Diskos von Festos), eine in Phaistos auf Kreta gefundene Scheibe aus gebranntem Ton, ist eines der bedeutendsten Fundstücke aus der Bronzezeit. Er ist mit kreis- und spiralförmig angeordneten Abstrakta, Menschen-, Tier- und Sachmotiven (Gerätschaften und Pflanzenteilen) versehen, die mit einzelnen Stempeln eingedrückt wurden. Der Diskos stellt damit den ersten bekannten „Druck mit beweglichen Lettern“ der Menschheit dar, in dem Sinne, dass zum ersten Mal ein kompletter Textkörper mit wiederverwendbaren Zeichen produziert wurde.
Der Diskos von Phaistos ist einzigartig, da bislang kein weiteres Fundstück seiner Art entdeckt werden konnte. Nahezu alle den Diskos betreffenden Fragen, wie die nach seinem Zweck, seiner kulturellen und geografischen Herkunft, der Leserichtung und der Vorderseite, sind umstritten. Selbst seine Echtheit und die Annahme, dass es sich bei den Zeichen um Schriftzeichen handelt, wurden schon angezweifelt. Das einmalige Objekt befindet sich heute im Archäologischen Museum in Iraklio.

## Entdeckung, Fundort und Datierung

### Fundort
Koordinaten der Fundstelle: 35° 03′ 06,0″ N, 24° 48′ 53,5″ O

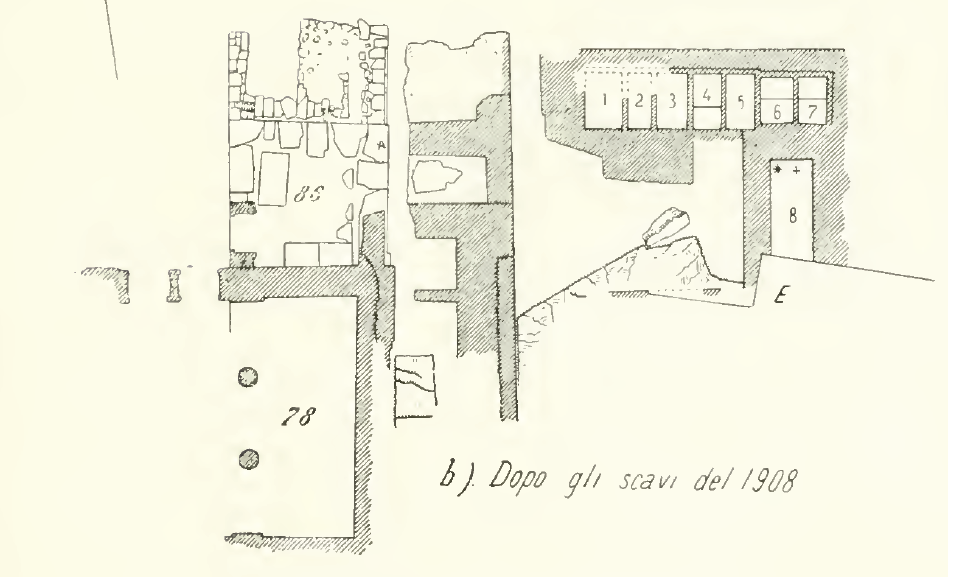
Lageskizze von Luigi Pernier mit der Kammer 8 (rechts), dem Fundort des Diskos

Der Diskos wurde am Abend des 3. Juli 1908 bei Ausgrabungen des Italieners Luigi Pernier im Zuge der von Federico Halbherr 1857–1930 geleiteten italienischen Archäologischen Mission von 1908 gefunden. Man entdeckte ihn im westlichsten Gebäude des altpalastzeitlichen Nordosttrakts der minoischen Palastanlage von Phaistos auf Kreta. Pernier war jedoch bei der Auffindung nicht persönlich anwesend. Der Diskos lag etwa einen halben Meter über dem Felsboden nach Norden geneigt mit der später als „A“ bezeichneten Seite nach oben zwischen Schutt- und Keramikresten in einem rechteckigen 1,15 × 3,40 Meter großen Vorratsraum, der heute als Kammer 8 des Gebäudes 101 bezeichnet wird. Neben ihm befanden sich eine zerbrochene Schrifttafel (Ph-1) in Linearschrift A, Keramik aus der Zeit von 1650 bis 1600 v. Chr., Asche, Kohle und verbrannte Rinderknochen. Der Raum besaß keinen ebenerdigen Zugang. Nördlich der Kammer 8 schließt sich eine Reihe von mit Ziegeln abgetrennten Behältnissen an, die nach Westen über die Westwand der Kammer hinausreicht. Stratigrafische Angaben zur exakten Lage des Diskos in Kammer 8 hat Pernier nicht gemacht. Dies schränkt die Möglichkeiten zur relativen Datierung des Diskos aus seinem Fundzusammenhang heraus ein.

### Datierung

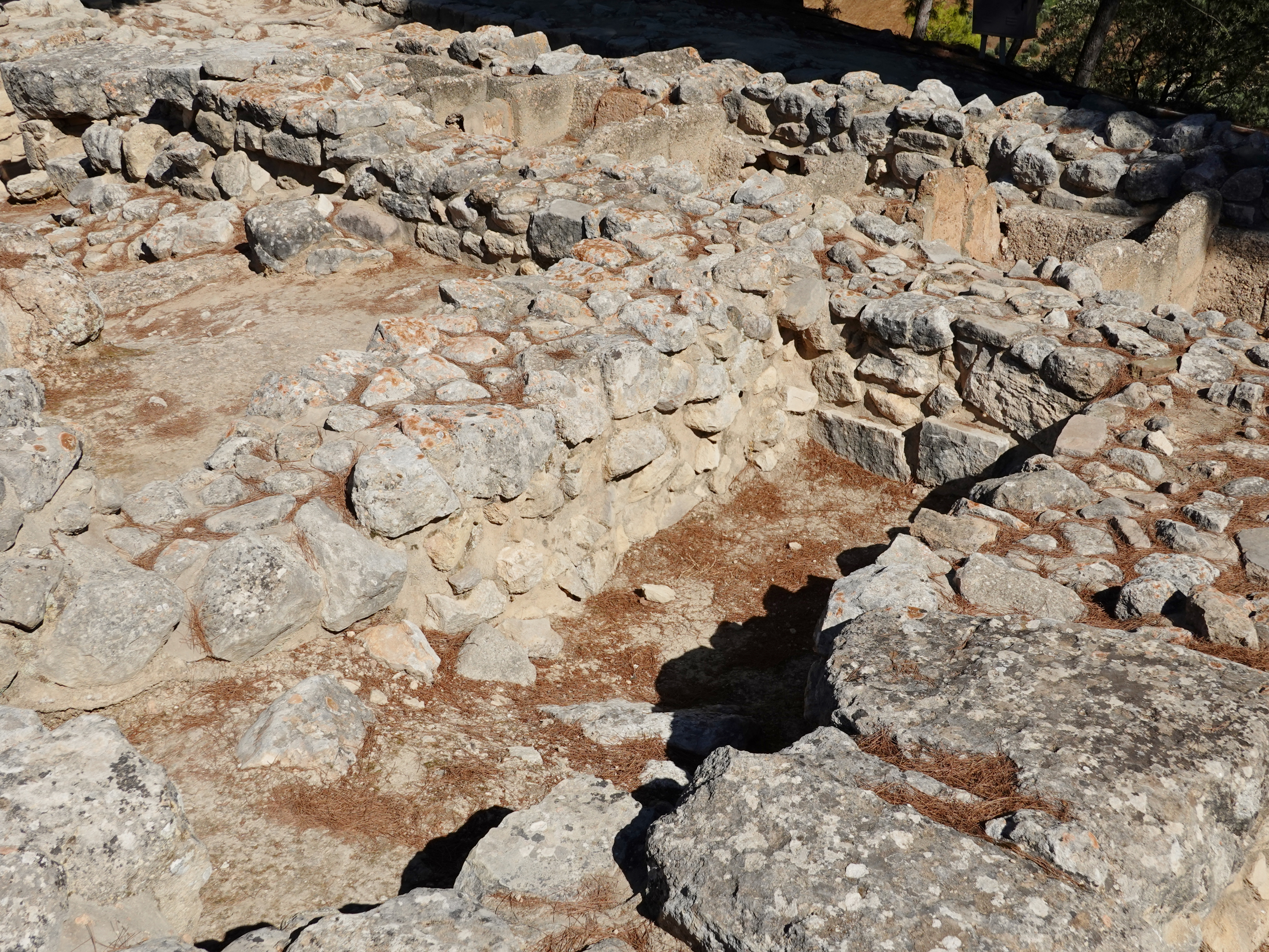
Fundort des Diskos in Phaistos

Luigi Pernier datierte die Entstehungszeit des Diskos zwischen 1700 und 1600 v. Chr., in die Periode Mittelminoisch III. Dabei nahm er an, dass der Diskos nicht in dem Raum aufbewahrt wurde, wo man ihn fand, sondern dass er aus einem oberen Stockwerk beim Zusammenbrechen des Gebäudes 101 in die Kammer 8 fiel. Schon Pernier wies jedoch darauf hin, dass zwar die Mehrheit der Keramikfunde im Auffinderaum des Diskos aus der mittelminoischen Zeit stammten, einige hellenistische Fundstücke dazu jedoch nicht passten. Die stratigrafischen Daten des Fundortes sind für die zeitliche Einordnung des Diskos folglich nicht verwertbar, da uneindeutig, zumal der Zeitpunkt seiner Herstellung nicht mit dem der Einlagerung am Auffindeort übereinstimmen muss. Wissenschaftler wie Yves Duhoux und Derk Ohlenroth, erweitern deshalb den möglichen Herstellungszeitraum des Diskos um Mittelminoisch II, und damit insgesamt von 1850 bis 1550 v. Chr., und beziehen sich dabei auf die Nutzung des Gebäudes 101 schon in der Altpalastzeit.

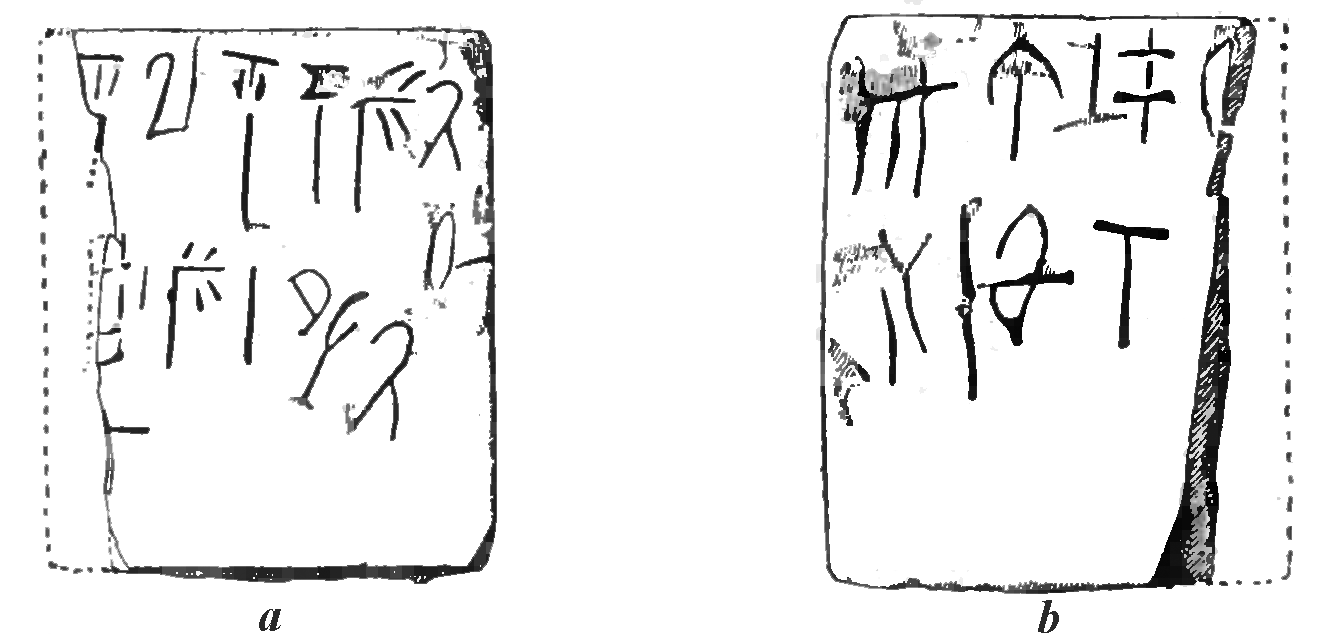
Umzeichnung des neben dem Diskos gefundenen Linear-A-Schrifttafelfragments

Sieht man von Extrempositionen ab, wie die, dass der Diskos von Phaistos eine Fälschung sei oder den wissenschaftlich nicht untermauerten Entstehungshypothesen von Victor J. Kean (2100 v. Chr.) und Kristian Jeppesen (1924–2014 - 1100 v. Chr.), so gibt es neben der klassischen Datierung nach Pernier und der erweiterten mittelminoischen nach Duhoux und Ohlenroth Wissenschaftler, die die Entstehung des Diskos in der spätminoischen Zeit annehmen. Zu ihnen gehören Benjamin Schwartz, Henry D. Ephron und Louis Godart. Letzterer kommt nach der Untersuchung der auf der Tonscheibe aufgebrachten Zeichen und ihrer zeitlichen Bezugnahme zur archäologischen Realität Kretas zu dem Ergebnis, dass der Diskos „chronologisch in die Zeit zwischen 1550 v. Chr. und dem Ende des 13. Jahrhunderts v. Chr. einzuordnen ist“. Demgegenüber wiesen Günter Neumann (1920–2005) und Kjell Aartun darauf hin, dass bestimmte Zeichen auf dem Diskos mit denen auf der in den 1930er Jahren gefundenen Bronzeaxt von Arkalochori und mit drei männlichen Tonstatuetten aus dem Anfang der 1960er Jahre entdeckten Gipfelheiligtum von Traostalos korrespondieren. Sowohl die Bronzeaxt, deren Zeichen mit Linear A in Verbindung gebracht und als Silbenschrift interpretiert wurden, als auch die Nutzung des Höhlenheiligtums wird allgemein in die Mittelminoische Zeit I bis III datiert, die Entstehungszeit der Axt zwischen 1700 und 1600 v. Chr.

### Problematik der möglichen Fälschung
Der auf antike Artefakte spezialisierte Kunsthändler Jerome M. Eisenberg verdächtigt Luigi Pernier, den Schweizer Künstler und Restaurator Emile Gilliéron (1851–1924), der bei der Ausgrabung des Palastes von Knossos zusammen mit Arthur Evans wirkte, beauftragt zu haben, den Diskos zu fälschen. So sind die Ergebnisse der Arbeiten von Emile Gilliéron und seinem Sohn Emile (1885–1939) oft „künstlerisch sehr frei“ bzw. werden von einigen Spezialisten auch als reine Kunstfälschungen betrachtet. Ihre Arbeit orientierte sich nicht am archäologischen Standard auch zu jener Zeit; manches (wie eben der Diskos von Phaistos oder die Schlangengöttin von Knossos) steht sogar im Verdacht, eine reine Fälschung zu sein. Thermolumineszenzuntersuchungen konnten an dem Kunstobjekt nicht durchgeführt werden.
Der Altorientalist Pavol Hnila kam nach einer Analyse der Eisenbergschen Ergebnisse zu dem Schluss, dass die Diskussion um die Authentizität des Diskos noch nicht abgeschlossen sei. Insbesondere zeuge Zeichen Nr. 21 der Scheibe (siehe rechts) davon, dass die Fälscher eine kaum erklärbare Kenntnis des denkbaren oder möglichen Zeichenrepertoires hätten besitzen müssen, da das exakt gleiche Zeichen fast ein halbes Jahrhundert später aus einem gesicherten Fundkontext auf einem minoischen Siegelabdruck in Phaistos gefunden wurde. Weitere Exemplare sind nicht bekannt geworden. Gegenüber der Einschätzung Eisenbergs, keines der 45 Zeichen lasse sich in eines der Systeme anderer minoischer Schriften einfügen, betont Hnila, dass sich neben dem Siegelabdruck aus Phaistos vergleichbare Zeichen auf der 1934 gefundenen Axt von Arkalochori und auf dem 1937 gefundenen Altarstein von Mallia nachweisen lassen. Manche dieser Zeichen seien sehr ähnlich, wenn nicht sogar identisch.

## Beschreibung

### Aufbau und Gliederung

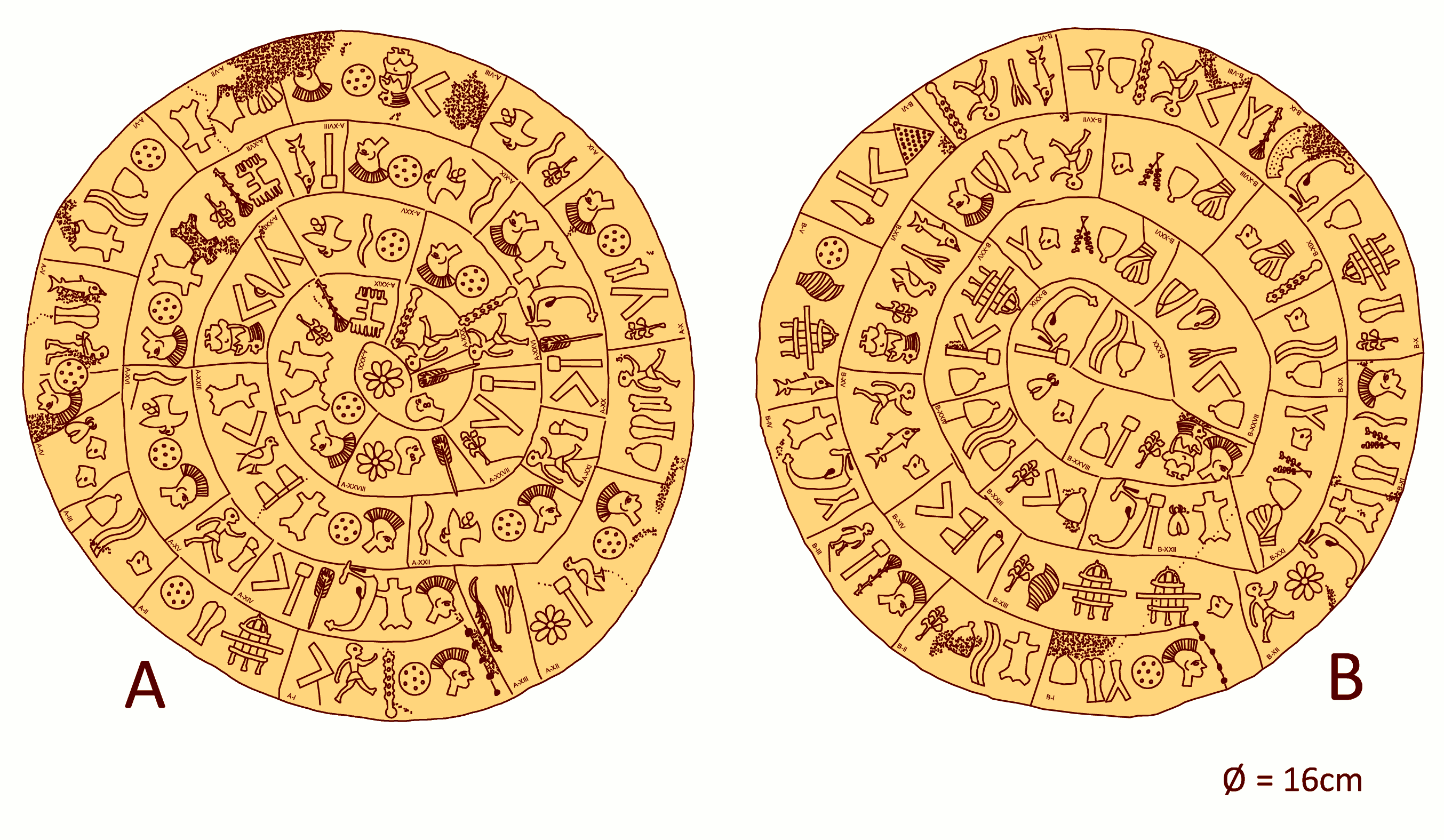
Umzeichnung mit Feldnummerierung nach Louis Godart

Die Tonscheibe des Diskos ist von flacher und unregelmäßig runder Form. Ihr Durchmesser variiert zwischen 15,8 und 16,5 Zentimeter. Die Oberflächen beider Seiten, die mit den Bezeichnungen A und B unterschieden werden, sind glatt, aber nicht ebenmäßig und plan. Die Dicke der Scheibe schwankt zwischen 1,6 und 2,1 Zentimeter, wobei sich die Seite A am Rand verdickt, die Seite B in der Mitte. Der Diskos besteht aus qualitativ hochwertigem feinkörnigen Ton, im Farbspektrum von hellem Goldgelb bis dunklem Braun, der nach der Stempelung sorgfältig gebrannt wurde. Die Art des Materials erinnert an das kretominoischer Eierschalenware.
Beide Seiten des Diskos sind mit äußeren kreis- und nach innen spiralförmig angeordneten Abstrakta, Menschen- und Tiersignets sowie Gerätschaften und Pflanzenmotiven bestempelt. Insgesamt ist er mit 241 Stempeleindrücken beschriftet, die durch Trennlinien (sogenannte Feldtrenner) zu 61 Zeichengruppen zusammengefasst sind. Die Seite A enthält 122 Stempeleindrücke und 31 Zeichengruppen. Eine Lücke auf der Seite A verweist auf ein dort ehemals vorhandenes Zeichen, so dass die Gesamtzahl bei der Anfertigung des Diskos 123 Stempeleindrücke betrug. Auf Seite B finden sich 119 Eindrücke, zusammengefasst in 30 Zeichengruppen. Die längsten Zeichengruppen haben sieben Stempeleindrücke, die kürzesten zwei. Auf Seite B finden sich nur Gruppengrößen mit zwei bis fünf Zeichen und auf Seite A mit zwei bis sieben Zeichen. Die Nummerierung der Zeichengruppen wird unterschiedlich angegeben, beispielsweise bezeichnete Arthur Evans die Zeichengruppe mit der Rosette im Zentrum als A 1, Louis Godart dagegen als A-XXXI.
Entsprechend der Nummerierung von Louis Godart sind folgende Zeichengruppen auf den beiden Seiten des Diskos, A und B, abgebildet – die Zeichen sind dabei gemäß der von Godart angenommenen Leserichtung von außen nach innen, also von rechts nach links, in der Tabelle gespiegelt dargestellt. In der Zeichengruppe A-VIII (A8) fehlt das letzte Zeichen in der dort vorhandenen Lücke bzw. ist nicht mehr identifizierbar:
| (A1)  | (A2)  | (A3)  | (A4)     |
| (A5)  | (A6)  | (A7)  | (A8) [.] |
| (A9)  | (A10) | (A11) | (A12)    |
| (A13) | (A14) | (A15) | (A16)    |
| (A17) | (A18) | (A19) | (A20)    |
| (A21) | (A22) | (A23) | (A24)    |
| (A25) | (A26) | (A27) | (A28)    |
| (A29) | (A30) | (A31) |          |
| (B1)  | (B2)  | (B3)  | (B4)     |
| (B5)  | (B6)  | (B7)  | (B8)     |
| (B9)  | (B10) | (B11) | (B12)    |
| (B13) | (B14) | (B15) | (B16)    |
| (B17) | (B18) | (B19) | (B20)    |
| (B21) | (B22) | (B23) | (B24)    |
| (B25) | (B26) | (B27) | (B28)    |
| (B29) | (B30) |       |          |

Corrigenda zur wissenschaftlich exakten Darstellung der Zeichenfolgen in obiger Darstellung (augenscheinlicher Vergleich mit dem originalen Diskos):
Die spiegelverkehrte Darstellung irritiert, da alle sonstigen Darstellungen der Zeichenfolgen des Diskos in der Literatur dem Original entsprechen und nicht den verwendeten Stempeln, die ja nicht aufgefunden wurden.
Die gezeichneten Darstellungen entsprechen teilweise nicht dem Original:
(A1) „Dorn“ unter „Winkel“ fehlt; (A3) „Dorn“ unter Zeichen (07) fehlt; (A9) „Falke“ (31) Stellung unrichtig, fliegt im Original nach oben und nicht horizontal; (A12) „Taube“ (32) Stellung unrichtig; ist im Original jeweils nach hinten gekippt. Unter „Rosette“ (38) fehlt der „Dorn“. (A15) „Rinderfuß“ (28) Stellung unrichtig, weist im Original mit Huf nach oben, nicht nach unten. Unter „Läufer“ (01) fehlt der „Dorn“. (A16) Unter „Flamme“ (26) fehlt der Dorn. (A19) desgleichen; (A21) „Rinderfuß“ (28) unrichtig, weist im Original mit dem Huf nach oben. An „Läufer“ (01) fehlt der Dorn. (A22) „Falke“ (31) fliegt im Original mit der Beute nach oben, also auf dem Rücken. An „Flamme“ (26) fehlt der „Dorn“. (A23) „Taube“ (32) ist im Original nach hinten gekippt. (A25) „Falke“ (31) fliegt im Original nach oben, senkrecht zur Zeilenbegrenzung. (A27) An „Zweig mit fünf Blättern“ fehlt der Dorn. (A29) Die Reduplikation von „Tierfell“ (27) steht im Original mit Hälsen nach unten, nicht nach oben.
Auf Seite B finden sich ähnliche Abweichungen vom Original: „Dorne“ fehlen, Drehungen des „Katzenkopfs“ (29) bleiben unberücksichtigt. „Widderkopf“ (30) weist im Original mit Schnauze nach oben und nicht horizontal.
Solange der Diskos nicht entziffert ist, könnte eine wissenschaftlich genaue Darstellung von Bedeutung sein.

### Zeichen, Symbole und Piktogramme
Der Diskos enthält insgesamt 45 distinkte Stempelmotive, die als Abstrakta, Menschen und Tiere, sowie Objekte (Gerätschaften, Waffen, Pflanzenteile) identifiziert werden können. Daneben gibt es 17 sogenannte Dorne, Strichmarkierungen unter dem ersten Zeichen einer Abteilung, ab dem Zentrum der Scheibe gezählt.

Detailansichten des Diskos
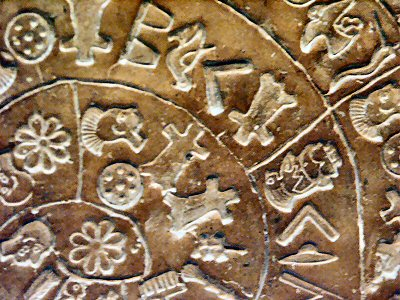
Unter anderem drei Tierhäute, ein Kopf mit Helmbusch oder Irokesenschnitt, im Zentrum eine Rosette
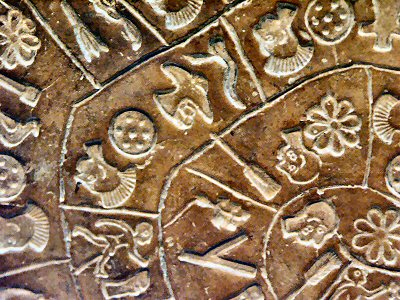
Unter anderem ein fliegender Vogel, ein Tischlerhobel sowie ein Zweig
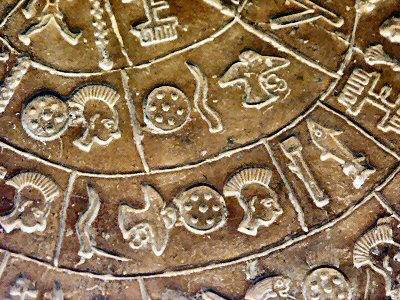
Unter anderem Kreise mit sieben Verzierungspunkten, ein Fisch sowie ein Horn
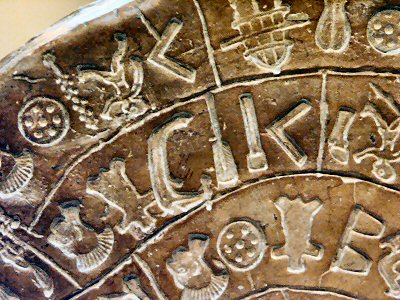
Unter anderem ein Winkel oder Pfeilsymbol, eine Keule mit noppenartigen Auswölbungen oder eine Pflanze

Die verschiedenen Stempelzeichen des Diskos wurden durchnummeriert und tragen bestimmte Namen, die auf die Bezeichnungen Louis Godarts zurückgehen. Daneben wurden die Zeichen von anderen Wissenschaftlern beschrieben, die ihnen unterschiedliche Bedeutungen gaben. Die untenstehende Tabelle listet die gängigsten Beschreibungen auf und gibt an, wie oft ein Zeichen auf dem Diskos auftaucht und ob es sich nur auf einer der beiden Seiten befindet. Wie schon oben sind die Zeichen gespiegelt, wären also mit dem Stempel, nicht mit dem Abdruck identisch:
| №  | Zeichen | UCS | Zeichen des Diskos (UCS-Name, nach Godart) | Beschreibungen | Anzahl | Bemerkungen                                         |
| -- | ------- | --- | ------------------------------------------ | --- | ------ | --------------------------------------------------- |
| 01 | 01      | 𐇐   | FUSSGÄNGER                                 | Gehender, fast marschierender Mann mit kurzem Schurz                                                                                                | 11     |                                                     |
| 02 | 02      | 𐇑   | KOPF MIT FEDERSCHMUCK                      | Kopf eines Mannes mit gefedertem Helm (Pernier, Evans, Godart); mit eigenartiger Haartracht (Davaras, Dettmer)                                      | 19     | Immer am Wortanfang (falls Leserichtung nach innen) |
| 03 | 03      | 𐇒   | KOPF MIT TÄTOWIERUNG                       | Kahler Männerkopf mit einem Gebilde in Form einer 8 auf der Wange – einem doppelten Ohrring (Dettmer); einer Tätowierung (Pernier, Godart)          | 2      | Nur auf Seite A                                     |
| 04 | 04      | 𐇓   | GEFANGENER                                 | Nackter Mann mit auf dem Rücken gekreuzten Unterarmen – Gefangener (Evans, Godart); schreitender Ackerbauer (Aartun); weibliche Gefangene (Dettmer) | 1      | Seite A                                             |
| 05 | 05      | 𐇔   | KIND                                       | Nacktes männliches Kind mit kahlem Kopf | 1      | Seite B                                             |
| 06 | 06      | 𐇕   | FRAU                                       | Frau in Vorder- und Seitenansicht | 4      |                                                     |
| 07 | 07      | 𐇖   | HELM                                       | Glockenförmiges Symbol – Mütze (Pernier); Helm (Godart); weibliche Brust (Evans, Dettmer); Wasserbehälter (Kean)                                    | 18     |                                                     |
| 08 | 08      | 𐇗   | HANDSCHUH                                  | Verbundene Hand oder Handschuh – Kampfhandschuh (Godart); Arbeitshandschuh (Dettmer)                                                                | 5      |                                                     |
| 09 | 09      | 𐇘   | TIARA                                      | Besondere Art der Kopfbedeckung – Tiara (Evans); abgetrenntes männliches Genital? (Ohlenroth)                                                       | 2      | Nur auf Seite B                                     |
| 10 | 10      | 𐇙   | PFEIL                                      | Pfeil (Godart, Dettmer); Ähre (Ohlenroth) | 4      | Nur auf Seite B                                     |
| 11 | 11      | 𐇚   | BOGEN                                      | Hornbogen mit hängender Sehne | 1      | Seite A                                             |
| 12 | 12      | 𐇛   | SCHILD                                     | Kreis mit sieben erhabenen Verzierungspunkten – Rundschild (Evans); möglicherweise auch Opfertisch (Pernier); Diskos (Dettmer)                      | 17     | 15-mal auf Seite A                                  |
| 13 | 13      | 𐇜   | KEULE                                      | Keule mit noppenartigen Auswölbungen; Pflanze (Dettmer); Zypresse (Ohlenroth); Getreideähre (Kean)                                                  | 6      |                                                     |
| 14 | 14      | 𐇝   | HANDSCHELLEN                               | Berge (Pernier); Handschelle (Evans, Godart); Joch/Tragholz (Dettmer, Ohlenroth); Fußschemel (Aartun); Felsformation (Kean)                         | 2      |                                                     |
| 15 | 15      | 𐇞   | SPITZHACKE                                 | Spitzhacke | 1      | Seite B                                             |
| 16 | 16      | 𐇟   | SÄGE                                       | Messer/Säge mit runder Klinge und gekrümmten Griff – Messer (Ohlenroth); Tierhaut (Kean)                                                            | 2      | Nur auf Seite B                                     |
| 17 | 17      | 𐇠   | DECKEL                                     | Aufrechtstehendes linsenförmiges Objekt mit Öse/Griff in der Mitte – Schneidewerkzeug für Leder (Evans); Deckel (Godart)                            | 1      | Seite A                                             |
| 18 | 18      | 𐇡   | BUMERANG                                   | Zimmermannswinkel (Evans); Bumerang (Godart); Ecke/Winkel (Aartun)                                                                                  | 12     |                                                     |
| 19 | 19      | 𐇢   | HOBEL                                      | Tischlerhobel (Godart); Zweig (Aartun); Lineal mit 60- und 120-Grad-Schenkel (Dettmer)                                                              | 3      | Nur auf Seite A                                     |
| 20 | 20      | 𐇣   | DOLIUM (TONNENSCHNECKE)                    | Henkelvase (Evans); Tonnenschnecke (Godart); bauchiges Gefäß (Dettmer), Hohlmaß (Aartun)                                                            | 2      | Nur auf Seite B                                     |
| 21 | 21      | 𐇤   | KAMM                                       | Kamm (Godart); Kamm/Harke (Ohlenroth); Webkamm (Dettmer); Hacke/Harke (Aartun); Ortshieroglyphe (Kean)                                              | 2      | Nur auf Seite A                                     |
| 22 | 22      | 𐇥   | SCHLEUDER                                  | Doppelflöte mit langem Mundstück (Evans); Schleuder (Godart); Bogenmaß (Dettmer); Schneebesen (Aartun); Gabelholz (Ohlenroth)                       | 5      | Nur auf Seite B                                     |
| 23 | 23      | 𐇦   | SÄULE                                      | Säule mit Kapitell (Pernier); Hammer mit quadratischem Kopf (Evans); Keule (Aartun); Stempel (Dettmer)                                              | 11     |                                                     |
| 24 | 24      | 𐇧   | BIENENSTOCK                                | Pagodenähnliches Gebäude (Evans); Haus (Aartun, Dettmer); Bienenstock (Godart); Palankin, lykisches Grabgebäude (Ohlenroth); großes Bauwerk (Kean)  | 6      |                                                     |
| 25 | 25      | 𐇨   | SCHIFF                                     | Schiff mit einem Pfeil, der aus dem Bug hervorragt – Schiff (Evans, Godart); Sägebogen (Aartun); Pflug (Dettmer); weidendes Tier (Kean)             | 7      |                                                     |
| 26 | 26      | 𐇩   | HORN                                       | Horn eines Ochsen; Schwanz/Schweif (Aartun) | 6      |                                                     |
| 27 | 27      | 𐇪   | TIERHAUT                                   | Tierhaut/Fell von einem Rind (Evans, Godart); von einer Ziege (Dettmer)                                                                             | 15     |                                                     |
| 28 | 28      | 𐇫   | STIERFUSS                                  | Fuß eines Stier/Rindes; Penis (Paulus) – Abb. steht Kopf!                                                                                           | 2      | Nur auf Seite A                                     |
| 29 | 29      | 𐇬   | KATZE                                      | Tierkopf im Profil – Katzenkopf (Evans, Godart, Ohlenroth); Bullenbeißer (Pernier); Wildhund (Dettmer)                                              | 11     |                                                     |
| 30 | 30      | 𐇭   | WIDDER                                     | Kopf eines Schafes mit Hörnern | 1      | Seite B                                             |
| 31 | 31      | 𐇮   | ADLER                                      | Fliegender Vogel – Adler (Evans, Godart, Dettmer); Falke (Aartun, Ohlenroth)                                                                        | 5      | Nur auf Seite A                                     |
| 32 | 32      | 𐇯   | TAUBE                                      | Sitzender Vogel – Taube (Evans, Godart, Ohlenroth); Ente (Dettmer); Gans (Aartun)                                                                   | 3      |                                                     |
| 33 | 33      | 𐇰   | THUNFISCH                                  | Fisch (Roter Thun) | 6      |                                                     |
| 34 | 34      | 𐇱   | BIENE                                      | Insekt – Biene (Godart); Rückenansicht einer liegenden Kuh (Dettmer); Verspundeter Weinschlauch (Aartun)                                            | 3      |                                                     |
| 35 | 35      | 𐇲   | PLATANE                                    | Zweig einer Platane (Pernier); Pflanzen- oder Baumzeichen (Evans); Eiche (Dettmer); Frucht (Aartun); Zweig (Ohlenroth)                              | 11     |                                                     |
| 36 | 36      | 𐇳   | WEIN                                       | Olivenzweig (Evans); Staude (Ohlenroth); Weinstock (Godart, Dettmer); zweiteilige schwarze Koralle (Aartun)                                         | 4      | Nur auf Seite B                                     |
| 37 | 37      | 𐇴   | PAPYRUS                                    | Pflanze mit Blüte und Knospen (Evans); Papyrus (Godart); blühender Flachsstengel (Dettmer); Strohhalm (Aartun); Lilie (Ohlenroth)                   | 4      |                                                     |
| 38 | 38      | 𐇵   | ROSETTE                                    | Achtblättrige Blüte (Aartun); Rosette (Godart, Ohlenroth); Lotosblüte (Dettmer)                                                                     | 4      |                                                     |
| 39 | 39      | 𐇶   | LILIE                                      | Safran (Pernier); Spelze (Aartun); Lilie (Godart); Krokus (Ohlenroth); Herbstzeitlose (Dettmer)                                                     | 4      |                                                     |
| 40 | 40      | 𐇷   | OCHSENRÜCKEN                               | Unbestimmtes/unerkennbares Zeichen; Ochsenrücken (Godart); Scrotum (Ohlenroth); Libationsvase (Kean); geöffnete Muschel (Paulus)                    | 6      |                                                     |
| 41 | 41      | 𐇸   | FLÖTE                                      | Kupferbarren (Dettmer); Knochen (Aartun, Ohlenroth); Flöte/Aulos (Godart)                                                                           | 2      | Nur auf Seite A                                     |
| 42 | 42      | 𐇹   | REIBEISEN                                  | Säge (Dettmer); Koralle (Aartun); Reibeisen (Godart); Skalp (Ohlenroth); Krokodil (Kean)                                                            | 1      | Seite B                                             |
| 43 | 43      | 𐇺   | SIEB                                       | Dreieck mit 27 Punkten – Sieb (Godart); Schamdreieck (Ohlenroth); weibliche Scham (Aartun, Dettmer)                                                 | 1      | Seite B                                             |
| 44 | 44      | 𐇻   | KLEINES BEIL                               | Stierfell (Dettmer); Blatt eines Wassergewächses (Aartun); kleines Beil (Godart)                                                                    | 1      | Seite A                                             |
| 45 | 45      | 𐇼   | GEWELLTES BÜNDEL                           | Wasser (Pernier); Wasserrinne (Dettmer); gewelltes Bündel (Godart); Zweig (Ohlenroth)                                                               | 6      |                                                     |

Im Computersatz sind die Schriftzeichen im Unicodeblock Diskos von Phaistos (U+101D0 bis U+101FF) enthalten.

## Herstellung
Die genaue Methode der Herstellung des Diskos ist umstritten, wobei man einheitlicher Meinung darüber ist, dass die Symbole nicht von Hand geritzt wurden. Helmuth Theodor Bossert bezeichnete den Diskos in einer 1931 erschienenen Schrift als „das älteste, mit beweglichen Lettern hergestellte Druckwerk der Welt“.
Der Regensburger Typograf und Sprachwissenschaftler Herbert Brekle schrieb in seinem Beitrag „Das typographische Prinzip. Versuch einer Begriffsklärung“ in der Fachzeitschrift Gutenberg-Jahrbuch:

„Eines der frühen klaren Beispiele für die Realisierung des typographischen Prinzips bietet der berühmt-berüchtigte, unentzifferte Diskos von Phaistos (ca. -1800 bis -1600). Sollte die Vermutung zutreffen, dass es sich dabei um eine Textrepräsentation handelt, so hätten wir es tatsächlich mit einem ‚gedruckten‘ Text zu tun, bei dem alle definitorischen Kriterien des typographischen Prinzips erfüllt sind. Die spiralige Sequenzierung der Exemplare graphematischer Einheiten, die Tatsache, dass sie in eine Tonscheibe eingedrückt (Blindprägung!) und nicht aufgedruckt sind, stellen lediglich Varianten im Möglichkeitsraum der technischen Randbedingungen der Textrepräsentation dar. Entscheidend ist, dass materielle ‚Typen‘ sich mehrfach instantiiert auf der Tonscheibe nachweisen lassen.“

Auch andere Autoren, die sich in erster Linie mit der Entzifferung beschäftigten, bezeichneten den Diskos beiläufig als „ersten Druck mit beweglichen Lettern“. Leon Pomerance stellte 1976 hingegen die sogenannte Matrizen-These auf; demnach wurden die Symbole des Diskos nicht mit einzelnen Stempeln, sondern mit verschiedenen Kalksteinmatrizen eingeprägt.
Reinier J. van Meerten wies 1977 auf drei verschiedene Möglichkeiten der Herstellung des Diskos hin. Die Annahme, dass der Diskos nur aus einer Tonschicht bestehe, wie sie unter anderem Louis Godart noch 1995 vertrat, hielt van Meerten für sehr unwahrscheinlich. Dabei wären die Piktogramme der einen Seite beim Bedrucken der zweiten durch die Auflage des weichen Tons auf einen festen Untergrund verdrückt oder beschädigt worden bzw. hätte sich bei einem Aufhängen der Scheibe die zweite Seite durch den fehlenden Gegendruck beim Stempeln auswölben müssen, was die Zeichen dieser Seite deformiert hätte.
Die Möglichkeit, dass der Diskos aus zwei Tonschichten bestehe, die nach der Bestempelung der beiden Seiten aneinandergefügt wurden, vertrat beispielsweise 1969 Ernst Grumach. Doch auch hier käme es zu Schwierigkeiten, die noch weichen Tonmassen vor dem Brennen ohne Schaden aneinanderzufügen. Van Meerten variierte diese Möglichkeit dahingehend, dass zunächst eine der Seiten gebrannt wurde und danach als feste Unterlage zur Bestempelung der zweiten Seite diente. Doch hätte das seiner Meinung nach zu einem Farbunterschied beider Seiten führen müssen, da bei dieser Vorgehensweise die erste der beiden Seiten zweimal gebrannt würde, was beim Diskos nicht zu erkennen sei. Die von van Meerten favorisierte Möglichkeit ist das Vorbrennen einer Scheibe, auf die beidseitig eine dünne Schicht frischen Tons für die Bestempelung aufgebracht und am Rand verputzt wurde, um danach aufrecht stehend oder hängend fertig gebrannt zu werden.

## Lese- und Schreibrichtung
Die für die Entzifferung des Diskos von Phaistos wichtige Schriftrichtung der aufgebrachten Zeichen teilt die Vertreter der Entzifferungsversuche in zwei Lager, die, die einen Verlauf der Inschrift vom Zentrum zur Peripherie und die, die den Beginn des Textes am Rand des Diskos annehmen. Andere Lese- und auch Schreibrichtungen, wie von oben nach unten und umgekehrt oder die wechselnde eines Bustrophedon, werden nicht erwogen, da sie durch die Form der spiralförmigen Anordnung der Stempeleindrücke ausgeschlossen werden. Bei der Erfassung der Leserichtung ist jedoch nicht davon auszugehen, dass sie mit der Schreibrichtung, also der Bestempelung der beiden Diskosseiten, identisch sein muss.
Lange Zeit galt die Untersuchung Alessandro Della Setas von 1909, die hauptsächlich auf drucktechnischen Beobachtungen beruhte, als wichtigster Hinweis für eine Linksläufigkeit des Textes von außen ins Zentrum des Diskos. Die Begründung bestand in der Annahme, dass es in den Zeichengruppen A12, A15, A18 und B23 Überschneidungen von Stempeleindrücken gäbe, an denen zu erkennen sei, dass das jeweils linke Zeichen nach dem rechten gestempelt sein musste, da es dieses überlappt. Nachdem Ernst Grumach 1962 bereits darauf einging, dass bei gestempelten Texten Schreib- und Leserichtung nicht zwingend zusammenfallen müssen, konnte Hans-Joachim Haecker 1986 experimentell nachweisen, dass „nicht die Reihenfolge, sondern die Stärke der Einstempelung für die Überschneidungen maßgebend ist“. Dies entwerte das Schlüsselargument der Linksläufigkeit des Textes, Haecker kam zu dem Schluss: „Überschneidungen des Zeichenrandes sind also aufgrund des oben dargestellten Experimentes für die Feststellung der Schriftrichtung nicht brauchbar.“
Demgegenüber beruhte die Ansicht Grumachs bezüglich der möglichen Unterschiedlichkeit der Leserichtung und der Richtung der Bestempelung des Diskos auf der Annahme, dass es für die Anfertigung eine Vorlage gegeben haben und der Diskos nach ihrem Vorbild kopiert sein könnte. Dem widersprächen die auf dem Diskos festgestellten Korrekturen vor dem Brennen der Tonscheibe, die einhellig als solche angesehen werden. Die Korrekturen geben schließlich auch darüber Auskunft, dass dem Ersteller des Textes dessen Genauigkeit anscheinend wichtiger war, als eine perfekte Form des Diskos. Hätte er diese beabsichtigt, wäre nach der Feststellung von Textfehlern eine Neubeschreibung der noch ungebrannten Tonscheibe möglich gewesen oder die Anfertigung einer völlig neuen, perfekten Scheibe, wobei das Brennen der fehlerhaften dann unsinnig wäre. Die vorhandenen Textkorrekturen weisen somit auf eine praktische Verwendung des Diskos, bei der es auf die Textgenauigkeit ankam.
Was die Lese- und Schreibrichtung angeht, so kommt Torsten Timm 2005 nach Bewertung von Argumenten und Gegenargumenten zu dem Schluss, dass von einer Linksläufigkeit der Leserichtung ausgegangen werden muss. Seine Auffassung bezieht sich aus der Auswertung der Korrekturen, der Stellung bestimmter Zeichen, der offensichtlichen Setzung einiger Feldtrenner und der platzsparenden Setzung zusammengehöriger Zeichen zur Diskosmitte. Eine Trennung von Lese- und Schreibrichtung ist für ihn nicht ersichtlich, jedoch nicht auszuschließen. Eine Argumentation für diese Trennung erkennt er jedoch nicht.

## Entzifferungsversuche

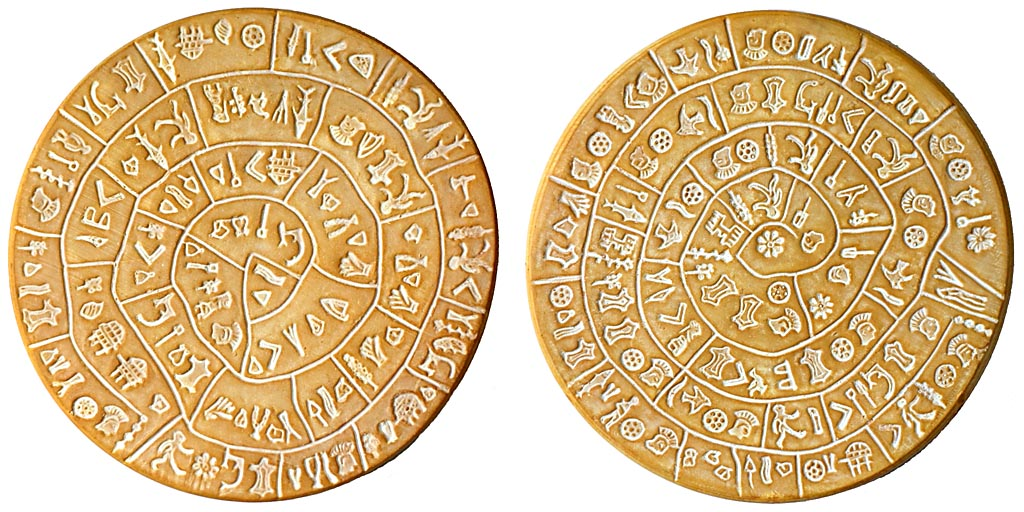
Schematische Darstellung beider Seiten des Diskos, links Seite B, rechts Seite A

Die Faszination des Diskosrätsels führte zu zahllosen Bemühungen, sein Geheimnis zu lüften. Eine Schrift kann jedoch unmöglich zufällig durch Ausprobieren entziffert werden. Würde zum Beispiel entsprechend Linear B von mindestens sechzig verschiedenen Silbenwerten ausgegangen, so ergäben sich bereits über 1069 verschiedene Zuordnungsmöglichkeiten von Silbenwerten zu den 45 Diskoszeichen.
Dabei gehen die meisten Entzifferungsversuche des Diskos von einer Silbenschrift aus. Begründet wird dies daraus, dass Alphabetschriften zwischen 20 und 40 verschiedene Zeichen besitzen, der begrenzte Text des Diskos jedoch allein 45, und logografische Schriften über 100, da sie ganze Wörter bzw. ihre Bezeichnungen wiedergeben. Gegen eine logografische Schrift auf dem Diskos sprechen die häufigen Wiederholungen bestimmter Zeichen.
Gelungene Entzifferungsversuche der Vergangenheit zeichneten sich immer dadurch aus, dass es gelang, zum Beispiel mit Hilfe einer Bilingue, eine eindeutige Zuordnungsvorschrift für die einzelnen Silbenwerte zu finden. Die bisher für den Diskos vorgeschlagenen Deutungen diskutieren die verwendeten Lösungsschritte entweder nicht oder aber greifen auf Methoden zurück, die letztlich auf das Durchprobieren von Silben hinauslaufen. Keine dieser Deutungen fand daher wissenschaftliche Anerkennung.
Es liegen unter anderem folgende Entzifferungsversuche (sortiert nach Datum) vor:
- Florence Stawell, 1911 (Interpretation als griechische Inschrift, Silbenschrift)
- Albert Cuny, 1914 (Interpretation als antike ägyptische Inschrift, ideographisch-silbische Mischschrift)
- Gunther Ipsen, 1929 (ägäischer Ursprung, Silbenschrift, mesopotamischer Einfluss)[29]
- Ernst Sittig, 1955 (Interpretation als piktografische Silbenschrift mit akrophonisch verwendeten Bildzeichen auf Grundlage der griechischen Sprache)[30]
- Cyrus H. Gordon, 1966 (Interpretation als semitisches Textdokument, Silbenschrift)
- Paolo Ballotta, 1974 (Interpretation als ideographische Schrift)
- Jean Faucounau, 1975 (proto-ionischer Text über einen griechischen König, Interpretation als griechische Inschrift, Silbenschrift)
- Leon Pomerance, 1976 (Interpretation als astronomisches Dokument)
- Vladimir Georgiev, 1976 (Interpretation als hethitische Inschrift, Silbenschrift)
- Peter Aleff, 1982 (Interpretation als antikes Spiel)[31]
- Steven R. Fischer, 1988 (Interpretation als griechische Inschrift, Silbenschrift)
- Otto Dettmer, 1988 (Botschaft des Talaio an die Kreter, Interpretation als griechische Inschrift, Silbenschrift)
- Ole Hagen, 1988 (Interpretation als Kalender)[32]
- Jan Best, Fred Woudhuizen, 1988 (Interpretation als lokale Variante der luwischen Hieroglyphenschrift um 1350 v. Chr. zur Feststellung von Eigentumsrechten am Ort Rhytion bei Pyrgos in der Messara)[33]
- Harald Haarmann, 1990 (Interpretation als ideographische Inschrift)
- Kjell Aartun, 1992 (Dokumentation eines Sexualrituals, Interpretation als semitische Inschrift, Silbenschrift)
- Derk Ohlenroth, 1996 (Interpretation als griechischer Dialekt, Alphabetschrift)
- Bernd Schomburg 1997 (Interpretation als Kalender, schematisch angeordnete Ideogramme)
- Sergei V. Rjabchikov 1998 (Interpretation als slawischer Dialekt, Silbenschrift)
- Friedhelm Will, 2000 (Interpretation als Dokument aus Atlantis)
- Kevin & Keith Massey, 2003 (Interpretation als griechischer Dialekt, Silbenschrift)[34]
- Christoph Henke, 2003 (Interpretation als Hierarchie der Zeichen)
- Torsten Timm, 2005 (Leseversuch unter der Annahme einer kretischen Schrift)[35]
- Marco Corsini, 2008 (Interpretation als griechisches Textdokument)[36]
- Iurii Mosenkis, 2010 (Interpretation als Sternkompass)
- Gia Kvashilava, 2010 (Interpretation als ein Gebetlied zu Göttin Nana, verfasst in der altkolchischen Sprache, Kolchis → Ostküste des Schwarzen Meeres)[37]
- Hermann Wenzel, 2010 (Interpretation als Planetarium)[38]
- Gareth Alun Owens & John Coleman, 2014 (Interpretation als religiöser Text – einer Hymne an die große Mutter Ique, die minoische Schlangengöttin – in minoischer Sprache).
- Andreas Fuls, 2019 (Interpretation als Text in luwischer Sprache, geschrieben mit kretischen Hieroglyphen, die eine frühe Form der luwischen Hieroglyphen darstellen – ein Brief, bei dem es um die Okkupation eines Thrones geht)[39]

Das Hauptproblem bei der Entzifferung besteht in dem geringen Textumfang von lediglich 241 Zeichen. Infolge der Einmaligkeit des Fundes fehlen zudem Anhaltspunkte, die Auskunft über Sprache oder Textinhalt geben könnten. Günter Neumann von der Universität Würzburg zählte Anfang der 1990er Jahre folgende Gründe auf, warum derzeit keine Aussicht auf Entzifferung des Diskos von Phaistos bestände: „Der Diskos ist das einzige und einmalige Denkmal, das solche Schriftzeichen trägt; der Text ist zu kurz, als dass er statistische Beobachtungen ermöglichte; weder die Fundumstände noch der Schriftträger selbst lassen stichhaltige Schlüsse auf den Inhalt des Textes zu; der Diskos stammt aus so früher Zeit, dass keine Vergleiche mit Vorausgegangenem möglich sind.“ John Chadwick von der Universität Cambridge erklärte 1990 entsprechend: „Ich selbst halte mit allen seriösen Gelehrten den Diskos für unentzifferbar, solange er ein isoliertes Denkmal bleibt.“

## Rezeption in der Belletristik
- Im Roman Die Entdeckung des Himmels von Harry Mulisch ist der Diskos von Phaistos ein immer wiederkehrendes Thema: Eine der angebotenen Deutungsmöglichkeiten lautet ironisch „Diese Inschrift kann nicht entziffert werden“.
- Der Roman Das Fest der Steine oder die Wunderkammer der Exzentrik von Franzobel beginnt und endet mit der Darstellung des Diskos.
- Im Roman Seit die Götter ratlos sind von Kerstin Jentzsch spielt der Diskos in mehreren Handlungseinsprengseln eine wesentliche Rolle, insbesondere in den Kapiteln 9 und 13. Er wird als Anleitung einer rituellen weiblichen Masseninitiation gedeutet.
- Im Sherlock-Holmes-Pastiche-Roman Das Rätsel des Diskos von Phaistos von Wolfgang Schüler (2021 Blitz-Verlag, ohne ISBN) versucht sich der Meisterdetektiv an der Entschlüsselung der Scheibe.